# Princess (zangeres)
Princess, geboren als Desiree Heslop (Londen, 27 november 1961), is een Britse zangeres.

## Biografie
Haar vader was zanger James Lloyd die een hit had in de jaren 1970 met Keep On Smiling.
Voordat ze solo ging, was ze begin jaren 1980 achtergrondzangeres van de band Osibisa. Haar debuut soloalbum Princess (1986) werd gecomponeerd en geproduceerd door Stock Aitken Waterman, waarop de hitsingle Say I'm Your Number One stond. Het album bracht vijf in de hitlijsten gebrachte singles uit en werd in het Verenigd Koninkrijk gecertificeerd met zilver. Heslop tekende bij Polydor Records en nam haar tweede album All for Love (1987) op in de Verenigde Staten, maar noch het album, noch de drie singles hadden veel succes. In 1989 bracht ze de stand-alone single Lover Don't Go uit, die niet in de hitlijsten kon worden gebracht. Haar derde album Say It, dat gepland stond voor publicatie in 1990, werd nooit uitgebracht, toen Princess zich terugtrok uit het muziekcircuit en naar de Verenigde Staten verhuisde na de dood van haar moeder en de moord op haar broer. Ze keerde later terug als achtergrondzangeres en verscheen op het Vanilla Ice-album To The Extreme.
Van 1991 tot 2003 woonde ze in de Verenigde Staten, voordat ze terugkeerde naar Engeland. Datzelfde jaar richtte ze haar eigen muzieklabel OnDa Ground Music Label op met haar broer Donovan, dat sindsdien al haar muziek heeft uitgebracht en bracht ze haar eerste single Ride uit in 14 jaar uit met het rapensemble EEDB. Er werd ook een videoclip gefilmd, waarin werd verwezen naar haar teruggetrokkenheid. Ze verscheen in de ITV productie Hit Me, Baby, One More Time uit 2005 en zong Kylie Minogues Slow. In april 2014 bracht ze haar derde album The Emergence uit, het eerste in 27 jaar. Het is de eerste in een trilogie van albums, de andere getiteld The Passion en The One.

## Discografie

### Singles
- 1985: Let the Night Take the Blame
- 1985: Say I'm Your Number One
- 1985: After the Love Has Gone
- 1986: I'll Keep On Loving You
- 1986: Tell Me Tomorrow
- 1986: In the Heat of a Passionate Moment
- 1987: Red Hot
- 1987: I Cannot Carry On
- 1987: Jammin' with Your Love
- 1989: Lover Don't Go
- 2004: Ride
- 2008: Sweet Money
- 2010: One Away
- 2013: I'm Gonna Love Ya

### Studioalbums
- 1986: Princess (Supreme)
- 1987: All for Love (Polydor)
- 2014: The Emergence